# Arthur, das Gespenst
Arthur, das  Gespenst ist eine Comic-Reihe, die vom Comicautor Jean Cézard geschrieben und gezeichnet wurde und erstmals als Arthur le fantôme justicier in der Ausgabe Nr. 449 von 20. Dezember 1953 des Comicmagazines Vaillant erschien. Der Autor schrieb bis zu seinem Tod im Jahr 1977 weiter für das Comicmagazin, das zuletzt Pif Gadget hieß. Der Comic erschien in Deutschland in den Ausgaben 386 bis 421, 429 bis 432, und 440 bis 442 des Comicmagazines Yps sowie im Comicmagazin Felix.
Wie Gérard Thomassian feststellte, war die Schaffung dieser Comicfigur Wendepunkt in der Karriere Cézards, seitdem vermochte der Realist in seinen späteren Werken nicht mehr vom komischen Genre abzulassen und war Autor von Les Rigolus et les Tristus (Joker contra Tröpfe), Surplouf le petit corsaire (Happy, der kleine Korsar) und weiteren Werken.
Arthur, das Gespenst, erlebte zwischen 1982 und 1988 neue Abenteuer im Computermagazin Pif Gadget. Die Comics erstellte der junge Comicautor, Mircea Arapu, der Leidenschaft für die Arbeit Cézards zeigte.